# Vojna uporaba bijelog fosfora
Municija s bijelim fosforom je oružje koje koristi jedan od uobičajenih alotropa kemijskog elementa fosfora. Bijeli fosfor koristi se u dimnim zavjesama, osvjetljenju i zapaljivoj municiji, a obično je gorući element za samoosvjetljavajuće "tracer" metke. Ostala uobičajena imena uključuju WP (BF) i sleng pojam "Willie Pete" ili "Willie Peter" koji potječu od fonetske abecede iz Drugog svjetskog rata za inicijale bijelog fosfora na engleskom jeziku (white phosphorus). Bijeli fosfor je piroforan — zapali se odmah pri kontaktu sa zrakom. Bijeli fosfor žestoko gori i može zapaliti tkaninu, gorivo, streljivo i bilo koju osobu koja se nalazi u dometu njegova raspršivanja. 

## Povijest
Vjeruje se da su bijeli fosfor prvi koristili fenijski (irski nacionalistički) arsonisti u 19. stoljeću, u obliku otopine u ugljikovom disulfidu. Kad bi ugljikov sulfid ispario, fosfor bi buknuo u žar. Ova je smjesa bila poznata kao "fenijska vatra".
Godine 1916., tijekom intenzivne borbe oko regrutacije za Prvi svjetski rat, u Sydneyu u Australiji uhićeno je 12 članova unije Industrial Workers of the World, radničkog sindikata protiv regrutacije. Osuđeni su zbog korištenja ili zavjere da koriste zapaljiva, toksična sredstva uključujući bijeli fosfor. 
U Drugom svjetskom ratu razne vojske su koristile bijeli fosfor kao zapaljivo sredstvo i kao dimnu zavjesu.  
U Vijetnamskom ratu se nalazi jednako raširena uporaba bijelog fosfora kao zapaljivog protupješačkog sredstva i napalma. Smrt od opeklina nastalih bijelim fosforom su puno mučnije i gore od napalma.

## Učinci kontakta s bijelim fosforom
U municiji bijeli fosfor gori plamenom od 800°C. Užarene čestice iz oružja s bijelim fosforom u prahu čine značajne i duboke opekline. Opekline od fosfora imaju povećan rizik od smrti zbog apsorpcije fosfora u tijelo kroz izgorjelo područje, što može rezultirati oštećenjem jetre, srca i bubrega, a u nekim slučajevima i višestrukim zatajenjem organa. Čestice fosfora izgaraju sve dok potpuno ne potroše dostupan kisik.     
Zbog piroforične prirode bijelog fosfora, prodiruće ozljede odmah se tretiraju natapanjem rane vodom, pokrivanjem vlažnom krpom ili blatom, izolirajući je od kisika dok se fragmenti ne uklone: vojska to obično čini bajunetom ili nožem. Otopina bikarbonata stavlja se na ranu kako bi se neutralizirala nakupljena fosforna kiselina, nakon čega slijedi uklanjanje preostalih vidljivih fragmenata. Oni se lako primjećuju jer svjetlucaju u tami.

## Međunarodni zakon
Iako je bijeli fosfor industrijska kemikalija koja općenito ne podliježe regulacijama, određene uporabe bijelog fosfora su ilegalne, posebice neke vojne uporabe. Poznato je da zapaljivim oružjima kao što su municije bijelog fosfora i napalma i termita ne smiju se gađati civilna područja tj. gradovi i mjesta gdje se može vjerovati da su prisutni civili. 

## Vanjske poveznice
- Legalnost upotrebe bijelog fosfora od strane vojske SAD-a tijekom napada Faludže 2004. godine (Roman Reyhani)
- Globalsecurity.org o WP-u (uključujući upotrebu tijekom Faludžanske bitke i tijekom bitke za Grozni u prosincu 1994. za vrijeme Prvog čečenskog rata)